# Hermesloppet

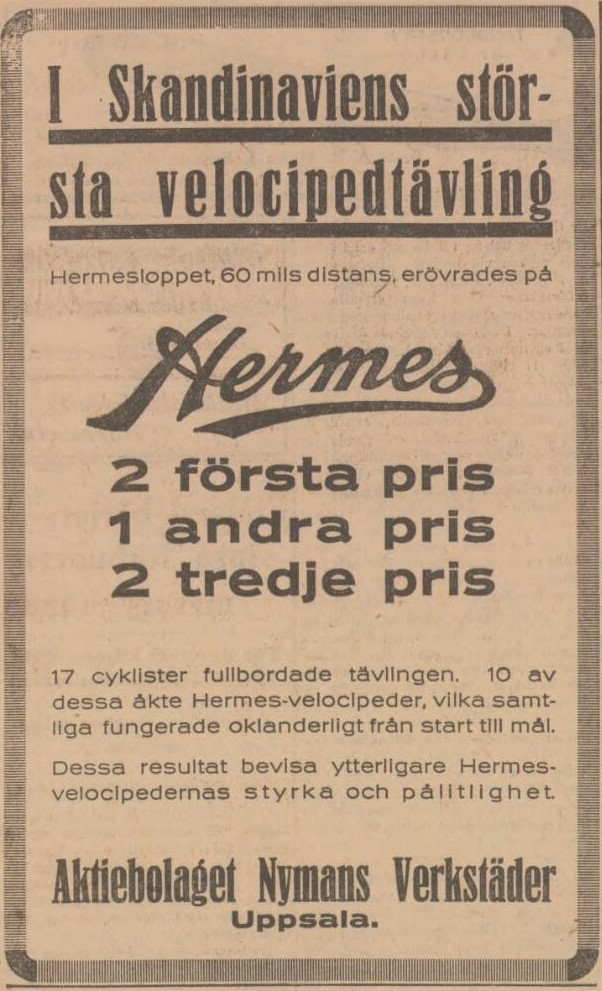
Reklam från 1923.

Hermesloppet var ett tvådagarslopp på cykel (totalt 60 mil), som 1922, 1923, 1925 och 1926 anordnades av Upsala Cykelklubb. 
Etapperna var Uppsala–Rättvik (över Sala) och tillbaka (över Gävle), vardera etappen 30 mil. Tävlingen var mycket krävande genom att nattuppehållet i Rättvik uppgick till endast 8 timmar. Segrare i klass A (även klass B och oldboys tävlade) var 1922 och 1923 Ragnar Malm (IF Thor), 1925 Holmfrid Eriksson-Storvik (IF Thor), samt 1926 Ragnar Malm, vilken därmed för alltid erövrade den dyrbara Hermespokalen, svensk cykelsports dittills mest värdefulla pris. Denna hade uppställts av AB Nymans Verkstäder i Uppsala, som tillverkade cyklar av märket Hermes. Det var ett vandringspris, men skulle permanent tillfalla den deltagare som tre gånger, utan ordningsföljd, vunnit loppet. Bästa tiden uppnåddes 1925 av Eriksson-Storvik med 20 timmar 54 minuter 42,8 sekunder.